# سينتراليا (إلينوي)
سينتراليا (بالإنجليزية: Centralia, Illinois)‏ هي مدينة تقع في الولايات المتحدة في إلينوي. يقدر عدد سكانها بـ 13,032 نسمة .

## التركيبة السكانية
حدّد مكتب تعداد الولايات المتحدة بيانات التركيبة السكانية لسينتراليا في تعداد الولايات المتحدة. في ما يلي، التركيبة السكانية حسب تعدادي 2000 و2010.

### تعداد عام 2000
بلغ عدد سكان سينتراليا 14,136 نسمة بحسب تعداد عام 2000، وبلغ عدد الأسر 5,784 أسرة وعدد العائلات 3,567 عائلة مقيمة في المدينة. في حين سجلت الكثافة السكانية 591.7 نسمة لكل كيلومتر مربع (1,532.5/ميل2). وبلغ عدد الوحدات السكنية 6,276 وحدة بمتوسط كثافة قدره 262.7 لكل كيلومتر مربع (680.4/ميل2).
وتوزع التركيب العرقي للمدينة بنسبة 86.50% من البيض و10.34% من الأمريكيين الأفارقة و0.25% من الأمريكيين الأصليين و0.73% من الأمريكيين ذوي الأصول الآسيوية و0.06% من سكان جزر المحيط الهادئ و0.41% من الأعراق الأخرى و1.71% من عرقين مختلطين أو أكثر و1.20% من الهسبانيون أو اللاتينيون من أي عرق.
بلغ عدد الأسر 5,784 أسرة كانت نسبة 31.2% منها لديها أطفال تحت سن الثامنة عشر تعيش معهم، وبلغت نسبة الأزواج القاطنين مع بعضهم البعض 43.1% من أصل المجموع الكلي للأسر، ونسبة 14.6% من الأسر كان لديها معيلات من الإناث دون وجود شريك،  بينما كانت نسبة 4% من الأسر لديها معيلون من الذكور دون وجود شريكة وكانت نسبة 38.3% من غير العائلات. تألفت نسبة 34.5% من أصل جميع الأسر من عدة أفراد يعيشون في نفس المنزل ونسبة 17% كانت تتألف من شخص يعيش بمفرده يبلغ من العمر 65 عاماً أو أكثر. وبلغ متوسط حجم الأسرة المعيشية 2.30، أما متوسط حجم العائلات فبلغ 2.95.
بلغ العمر الوسطي للسكان 39.6 عاماً. وكانت نسبة 23.7% من القاطنين تحت سن الثامنة عشر، وكانت نسبة 7.8% بين الثامنة عشر والرابعة والعشرين عاماً، ونسبة 24.1% كانت واقعةً في الفئة العمرية ما بين الخامسة والعشرين والرابعة والأربعين عاماً، ونسبة 21.2% كانت ما بين الخامسة والأربعين والرابعة والستين، ونسبة 17.1% كانت ضمن فئة الخامسة والستين عاماً فما فوق. يوجد لكل 100 أنثى 86.6 ذكر، ويوجد لكل 100 أنثى في الثامنة عشر من عمرها فما فوق 81.7 ذكر.
بلغ متوسط دخل الأسرة في المدينة 31,905 دولارًا، أما متوسط دخل العائلة فبلغ 39,123 دولارًا. وكان متوسط دخل الذكور 30,511 دولارًا مقابل 21,967 دولارًا للإناث. وسجل دخل الفرد الخاص بالمدينة 17,174 دولارًا. وكانت نسبة 11.2% من العائلات ونسبة 14.6% من السكان تحت خط الفقر، وكان من هؤلاء نسبة 23.6% تحت سن الثامنة عشر ونسبة 8.6% في الخامسة والستين من العمر وما فوق.

### تعداد عام 2010
بلغ عدد سكان سينتراليا 13,032 نسمة بحسب تعداد عام 2010، وبلغ عدد الأسر 5,505 أسرة وعدد العائلات 3,212 عائلة مقيمة في المدينة. في حين سجلت الكثافة السكانية 545.5 نسمة لكل كيلومتر مربع (1,412.8/ميل2). وبلغ عدد الوحدات السكنية 6,378 وحدة بمتوسط كثافة قدره 267 لكل كيلومتر مربع (691.5/ميل2).
وتوزع التركيب العرقي للمدينة بنسبة 85.36% من البيض و10.24% من الأمريكيين الأفارقة و0.39% من الأمريكيين الأصليين و0.71% من الأمريكيين ذوي الأصول الآسيوية و0.01% من سكان جزر المحيط الهادئ و0.68% من الأعراق الأخرى و2.61% من عرقين مختلطين أو أكثر و2.16% من الهسبانيون أو اللاتينيون من أي عرق.
بلغ عدد الأسر 5,505 أسرة كانت نسبة 28.6% منها لديها أطفال تحت سن الثامنة عشر تعيش معهم، وبلغت نسبة الأزواج القاطنين مع بعضهم البعض 37.3% من أصل المجموع الكلي للأسر، ونسبة 16.5% من الأسر كان لديها معيلات من الإناث دون وجود شريك،  بينما كانت نسبة 4.5% من الأسر لديها معيلون من الذكور دون وجود شريكة وكانت نسبة 41.7% من غير العائلات. تألفت نسبة 35.9% من أصل جميع الأسر من عدة أفراد يعيشون في نفس المنزل ونسبة 17% كانت تتألف من شخص يعيش بمفرده يبلغ من العمر 65 عاماً أو أكثر. وبلغ متوسط حجم الأسرة المعيشية 2.30، أما متوسط حجم العائلات فبلغ 2.91.
بلغ العمر الوسطي للسكان 42.0 عاماً. وكانت نسبة 22.4% من القاطنين تحت سن الثامنة عشر، وكانت نسبة 8.7% بين الثامنة عشر والرابعة والعشرين عاماً، ونسبة 22.1% كانت واقعةً في الفئة العمرية ما بين الخامسة والعشرين والرابعة والأربعين عاماً، ونسبة 27.7% كانت ما بين الخامسة والأربعين والرابعة والستين، ونسبة 19.1% كانت ضمن فئة الخامسة والستين عاماً فما فوق. وتوزع التركيب الجنسي للسكان بنسبة 47.1% ذكور و52.9% إناث.

## أعلام
- رولاند بوريس
- ديفيد بلاكويل
- سكوت هيلاند
- روبرت إل. ويلسون
- أدريان موس